# Compaq evo

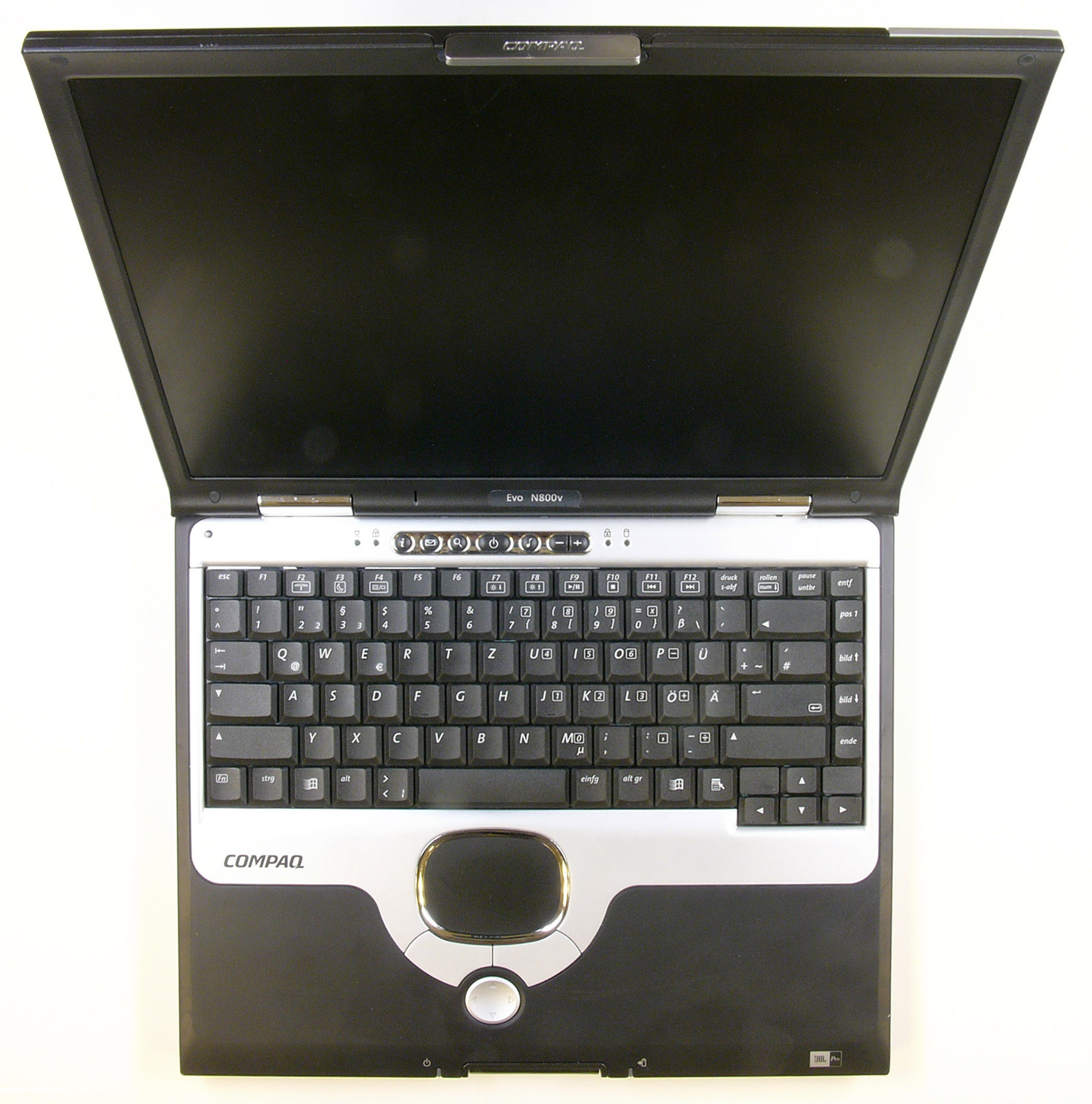
Compaq Evo-800v hg

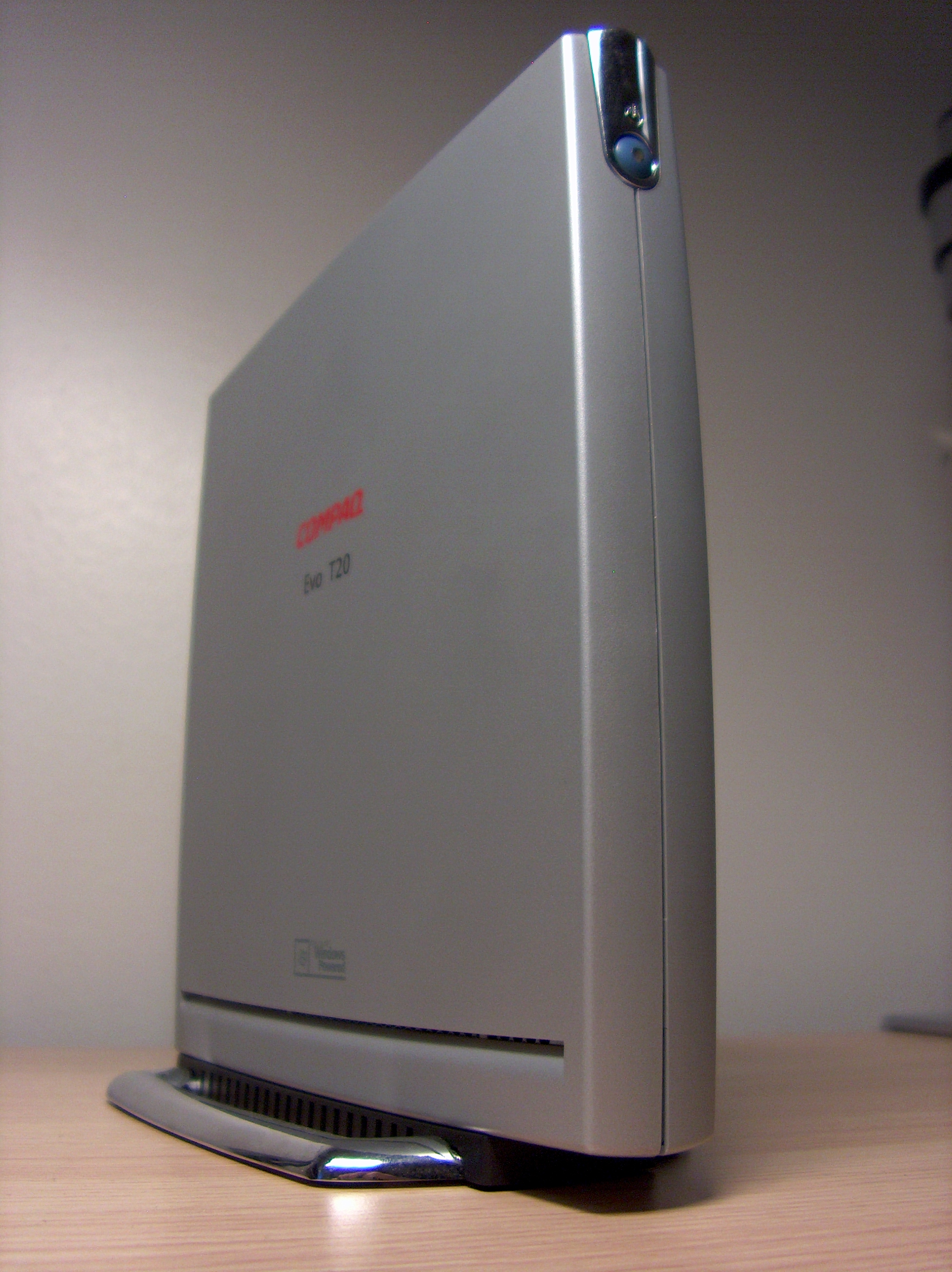
Compaq EVO T20

Compaq Evo est une gamme d'ordinateurs créé par la compagnie Compaq (une division de Hewlett-Packard depuis 2002). La gamme Evo, ciblée pour une utilisation professionnelle, est apparue en 2001 en remplacement de la gamme DeskPro. Il en existe plusieurs versions dont les modèles de bureau D510 et D520, des portables et des clients légers.

## Différents modèles

### Modèles de bureau
- Compaq Evo D300
- Compaq Evo D310
- Compaq Evo D311
- Compaq Evo D320[1]
- Compaq Evo D380
- Compaq Evo D381
- Compaq Evo D500
- Compaq Evo D510
- Compaq Evo D520

### Portables
- Compaq Evo N150
- Compaq Evo N160
- Compaq Evo N180
- Compaq Evo N200
- Compaq Evo N210
- Compaq Evo N400
- Compaq Evo N410
- Compaq Evo N600
- Compaq Evo N610
- Compaq Evo N620[2]
- Compaq Evo N800
- Compaq Evo N1000

### Clients légers
- Compaq Evo T20[3]
- Compaq Evo T30[4]